# Christine Ladd-Franklin
Christine Ladd-Franklin, nacida Christine (o Kitty) Ladd, (1847-1930) fue una matemática  y científica estadounidense.

## Vida y Obra
A pesar de haber nacido en las afueras de Hartford (Connecticut), Christine Ladd, conocida familiarmente como Kitty, pasó su infancia entre Connecticut y Nueva York, donde su padre era comerciante. En 1865 acabó sus estudios secundarios a la Welshing Academy de Wilbraham (Massachusetts) e ingresó al Vassar College, una universidad para mujeres fundada pocos años antes. A pesar de no poder hacer todos los cursos seguidos por dificultades económicas, se graduó en 1869. La profesora que más influyó en su persona fue la astrónoma Maria Mitchell. Durante los nueve años siguientes fue profesora de ciencias y matemáticas en diferentes escuelas de Nueva York, Massachusetts, Washington DC y Pensilvania. Durante este tiempo también se dedicó a estudiar matemáticas por su cuenta y publicó soluciones de problemas y algunos artículos en The Analyst y el American Journal of Mathematics.
En 1878, con una fuerte oposición del claustro por tratarse de una mujer, empezó a estudiar en la universidad Johns Hopkins, a pesar de que inicialmente solo estaba autorizada a asistir a las clases de su mentor, el matemático británico James Joseph Sylvester. En 1880 empezó sus cursos con Charles Sanders Peirce, que significaron una influencia decisiva en sus estudios matemáticos. En 1882 leyó su tesis doctoral, pero el doctorado no le fue otorgado hasta 1926, cuando la universidad celebró su quincuagésimo cumpleaños. Este tipo de discriminaciones hicieron de ella una activa luchadora por la igualdad de derechos entre hombres y mujeres.
El año siguiente, en 1883, contrajo matrimonio con el profesor de matemáticas de la Johns Hopkins, Fabian Franklin, y a partir de entonces adquirió el apellido, que se añadió al suyo propio: Ladd-Franklin, apellido con el que es conocida. La pareja tuvo dos hijos, uno de los cuales murió en la niñez. 
A partir de 1887, empezó a interesarse por la visión, publicando estudios matemáticos sobre la visión binocular. En 1891, mientras su marido disfrutaba de un año sabático en Göttingen, ella fue a Berlín para estudiar con Hermann von Helmholtz y Arthur König. De estos estudios surgió su teoría de la visión, que refundió finalmente en su influyente libro Colour And Colour Theories, publicado en 1929. 
De 1904 a 1909 estuvo dando clases de lógica y de psicología en la Universidad Johns Hopkins, y en 1910, cuando su marido ya había dejado las matemáticas por el periodismo y había sido nombrado redactor jefe del New York Evening Post, se trasladaron a Nueva York, donde fue profesora de lógica y psicología de la Universidad de Colúmbia hasta el 1929.
Sus contribuciones a la lógica simbólica y su trabajo sobre la visión de los colores han sido considerados punteros. Además de su gran obra científica, fue una incansable luchadora por el acceso libre de las mujeres a las universidades y a las organizaciones científicas.